# Smoljan (oblast)
Smoljan (Bulgaars: Област Смолян) is een oblast in het zuiden van Bulgarije. De hoofdstad is het gelijknamige Smoljan en de oblast heeft 105.421 inwoners (2018).

## Geografie
De oblast grenst in het zuiden aan de Griekse departementen Drama en Xánthi, die net zoals de oblast Smoljan tot de historische regio Thracië behoren. Verder grenst de oblast met de klok mee aan de andere Bulgaarse oblasten Blagoëvgrad, Pazardzjik, Plovdiv en Kardzjali.
Smoljan ligt in zijn geheel in het Rodopegebergte. De hoogste berg is de Goljam Perelik (Grote Perelik) met 2191 meter. De twee belangrijkste rivieren zijn de Bouinovska in het noordwesten van de oblast, die zo'n 25 km ten zuiden van Devin ontspringt, en de Arda in het zuidoosten, die zo'n 15 km ten zuidwesten van de stad Smoljan ontspringt.
Bekend zijn ook de Meren van Smoljan.

## Demografie

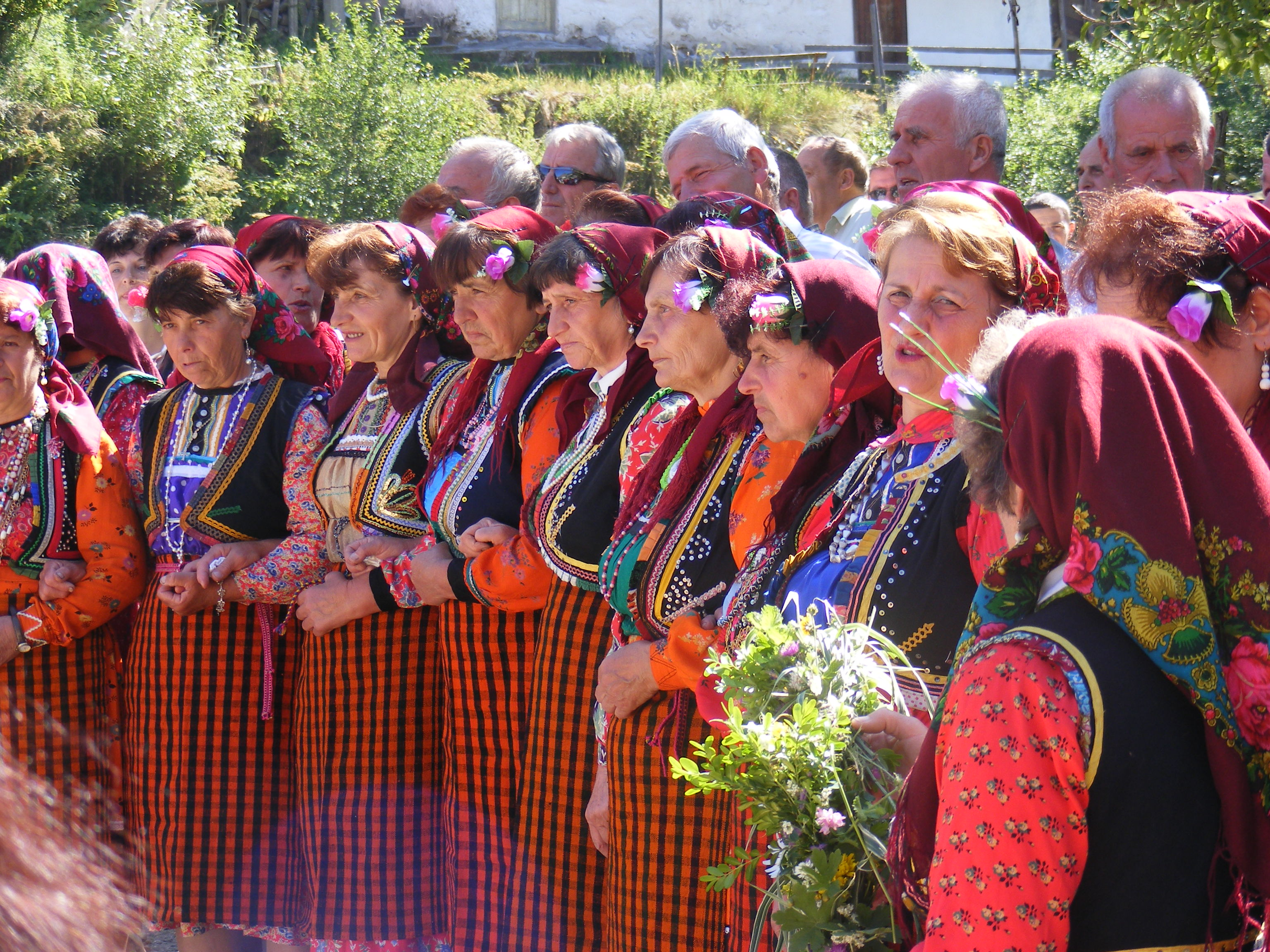
Pomaken in het dorp Moegla

Op 31 december 2019 telde de oblast Smoljan 103.532 inwoners, waarvan 58.401 personen in stedelijke gebieden (56%) en 45.131 personen op het platteland (44%). Het inwonersaantal van de oblast Smoljan groeide gedurende twintigste eeuw van 90.634 inwoners in 1934 naar een hoogtepunt van 156.990 personen in 1985. Na de val van het communisme, en de daarmee samenhangende verslechterde economische situatie in de regio, neemt het inwonersaantal in een rap tempo terug. Op 31 december 2019 telde de oblast 103.532 inwoners. Vooral plattelandsgebieden kampen met een intensieve bevolkingskrimp, met name de dorpen in de gemeente Banite. Volgens de meest ongunstige bevolkingsprognoses zal het inwonersaantal dalen tot een dieptepunt van 26.053 personen in 2070.
| Smoljan    | 33.505 | 34.959 | 35.531 | 40.331 | 48.561 | 49.227 | 50.705 | 47.230 | 41.452 | 35.829 |
| Madan      | 6.011  | 7.409  | 21.508 | 22.956 | 20.364 | 18.871 | 16.834 | 13.812 | 12.276 | 10.698 |
| Devin      | 9.404  | 12.029 | 14.696 | 15.986 | 16.364 | 17.067 | 16.575 | 15.010 | 13.013 | 10.696 |
| Zlatograd  | 6.344  | 8.164  | 13.015 | 15.636 | 14.824 | 15.737 | 15.592 | 14.042 | 12.321 | 10.555 |
| Roedozem   | 4.501  | 5.404  | 12.300 | 13.354 | 12.135 | 12.320 | 12.001 | 10.875 | 10.069 | 8.917  |
| Dospat     | 4.140  | 5.372  | 6.370  | 8.696  | 8.845  | 9.754  | 10.489 | 10.276 | 9.116  | 7.829  |
| Tsjepelare | 11.443 | 11.926 | 11.785 | 11.107 | 11.801 | 11.073 | 10.555 | 9.232  | 7.720  | 6.490  |
| Nedelino   | 2.438  | 3.137  | 3.941  | 5.083  | 8.592  | 9.489  | 9.273  | 8.715  | 7.221  | 5.725  |
| Banite     | 10.562 | 12.300 | 13.550 | 12.196 | 10.064 | 9.127  | 8.200  | 7.765  | 4.923  | 3.722  |
| Borino     | 2.286  | 2.784  | 3.253  | 4.192  | 3.899  | 4.325  | 4.329  | 4.109  | 3.641  | 3.071  |

De oblast heeft het laagste geboortecijfer in Bulgarije. In 2019 registreerde de oblast slechts 646 levendgeborenen, oftewel 6,2 per duizend inwoners.  Het geboortecijfer is vooral laag in plattelandsgebieden (5,2‰ in rurale gebieden tegen 6,9‰ in stedelijke gebieden). Alhoewel het geboortecijfer extreem laag is, schommelt het vruchtbaarheidscijfer rond het landelijke gemiddelde. In 2019 kreeg een vrouw gemiddeld 1,49 kinderen gedurende haar vruchtbare periode. Daarentegen werden 1.665 sterftegevallen geregistreerd in het jaar 2019, oftewel 15,9 per duizend inwoners. De natuurlijke bevolkingsgroei bedroeg -1019 personen (-9,7‰): -360 in steden (-6,1%) en -659 in dorpen (-14,5‰). De gemiddelde levensverwachting in de oblast was 75,8 jaar: mannen werden gemiddeld 71,8 jaar oud, terwijl vrouwen ruim 8 jaar langer leefden (79,9 jaar).

### Etniciteit
De vraag naar 'etniciteit' op het censusformulier was optioneel in de volkstelling van 2011. De meeste inwoners waren etnische Bulgaren (71,33%) en spraken het Bulgaars als moedertaal. In 2011 werden 4.696 Bulgaarse Turken (3,85%) geregistreerd, vooral in de gemeente Borino, en slechts 448 Roma (0,36%). Hiermee heeft oblast Smoljan de laagste concentratie van Roma in Bulgarije.

### Leeftijdsstructuur
De bevolking is in een rap tempo aan het vergrijzen en ontgroenen. Op 31 december 2019 was 24,7% van de bevolking 65 jaar of ouder.
| Leeftijdsopbouw van oblast Smoljan                                            | Leeftijdsopbouw van oblast Smoljan | Leeftijdsopbouw van oblast Smoljan | Leeftijdsopbouw van oblast Smoljan | Leeftijdsopbouw van oblast Smoljan | Leeftijdsopbouw van oblast Smoljan | Leeftijdsopbouw van oblast Smoljan | Leeftijdsopbouw van oblast Smoljan | Leeftijdsopbouw van oblast Smoljan | Leeftijdsopbouw van oblast Smoljan | Leeftijdsopbouw van oblast Smoljan | Leeftijdsopbouw van oblast Smoljan | Leeftijdsopbouw van oblast Smoljan | Leeftijdsopbouw van oblast Smoljan | Leeftijdsopbouw van oblast Smoljan | Leeftijdsopbouw van oblast Smoljan | Leeftijdsopbouw van oblast Smoljan | Leeftijdsopbouw van oblast Smoljan | Leeftijdsopbouw van oblast Smoljan |
| ----------------------------------------------------------------------------- | ---------------------------------- | ---------------------------------- | ---------------------------------- | ---------------------------------- | ---------------------------------- | ---------------------------------- | ---------------------------------- | ---------------------------------- | ---------------------------------- | ---------------------------------- | ---------------------------------- | ---------------------------------- | ---------------------------------- | ---------------------------------- | ---------------------------------- | ---------------------------------- | ---------------------------------- | ---------------------------------- |
| Leeftijdscategorie                                                            | Totaal                             | 0 – 9                              | 10 - 19                            | 20 - 29                            | 30 - 39                            | 40 - 49                            | 50 - 59                            | 60 - 69                            | 70 - 79                            | 80+                                |                                    |                                    |                                    |                                    |                                    |                                    |                                    |                                    |
| Absolute aantal in 2016                                                       | 109.425                            | 8.172                              | 8.598                              | 9.577                              | 14.477                             | 15.948                             | 18.921                             | 17.739                             | 10.925                             | 5.068                              |                                    |                                    |                                    |                                    |                                    |                                    |                                    |                                    |
| Absolute aantal in 2002                                                       | 137.005                            | 11.095                             | 19.927                             | 18.216                             | 19.646                             | 22.804                             | 18.862                             | 14.265                             | 9.057                              | 3.133                              |                                    |                                    |                                    |                                    |                                    |                                    |                                    |                                    |
| Aandeel van de grootste religieuze groeperingen per leeftijdscategorie (2011) |                                    |                                    |                                    |                                    |                                    |                                    |                                    |                                    |                                    |                                    |                                    |                                    |                                    |                                    |                                    |                                    |                                    |                                    |
| Islam (%)                                                                     | 39,8                               | 33,5                               | 36,0                               | 40,1                               | 37,2                               | 38,9                               | 39,8                               | 40,8                               | 47,7                               | 42,6                               |                                    |                                    |                                    |                                    |                                    |                                    |                                    |                                    |
| Bulgaars-orthodox (%)                                                         | 38,8                               | 38,1                               | 38,0                               | 35,5                               | 38,4                               | 36,9                               | 38,3                               | 41,7                               | 39,7                               | 48,0                               |                                    |                                    |                                    |                                    |                                    |                                    |                                    |                                    |
| Niet-religieus (%)                                                            | 5,5                                | 6,2                                | 7,0                                | 5,5                                | 6,3                                | 6,8                                | 5,9                                | 4,7                                | 3,0                                | 1,7                                |                                    |                                    |                                    |                                    |                                    |                                    |                                    |                                    |

## Religie

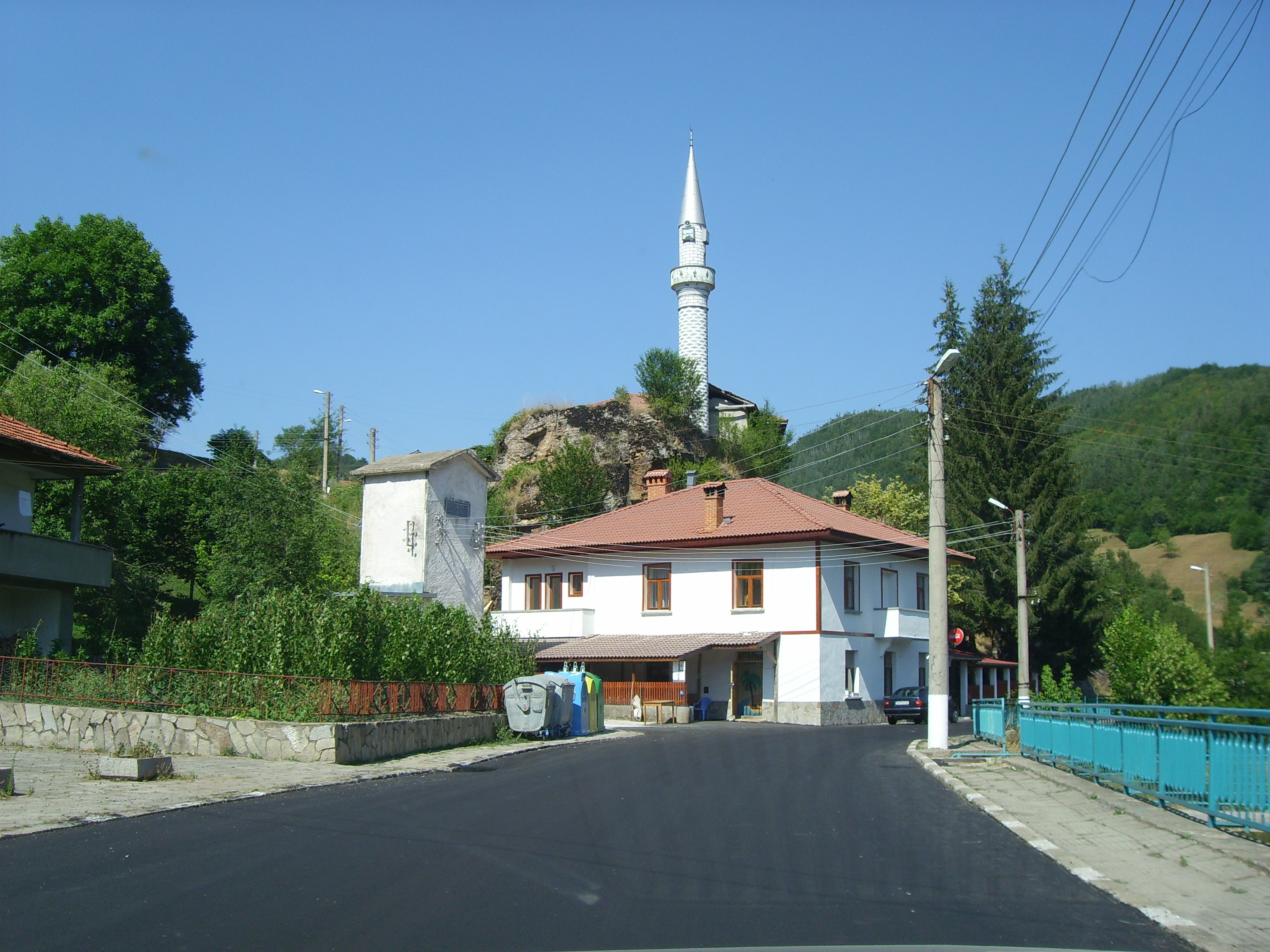
Moskee in het dorp Arda

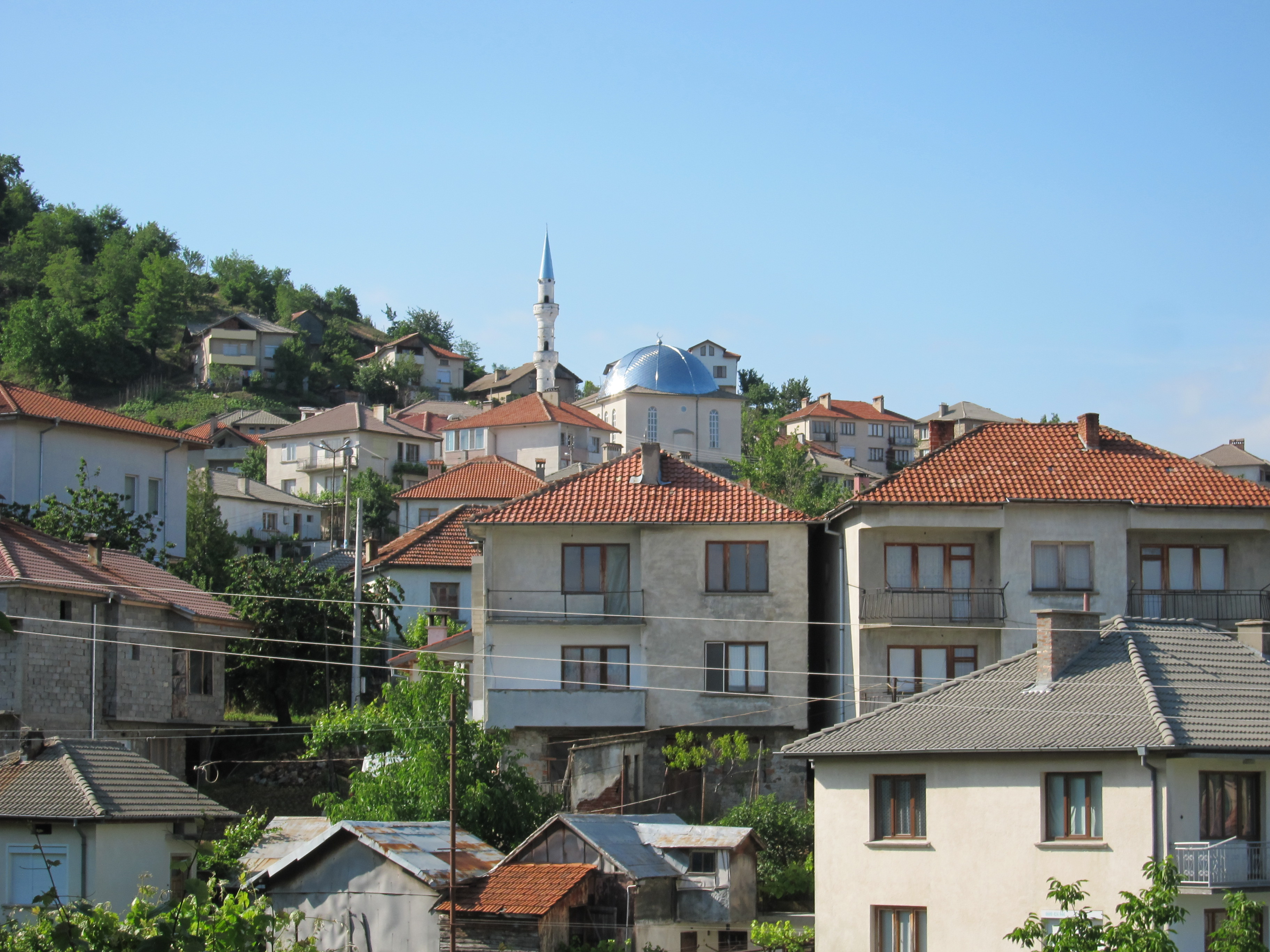
Moskee in het dorp Startsevo

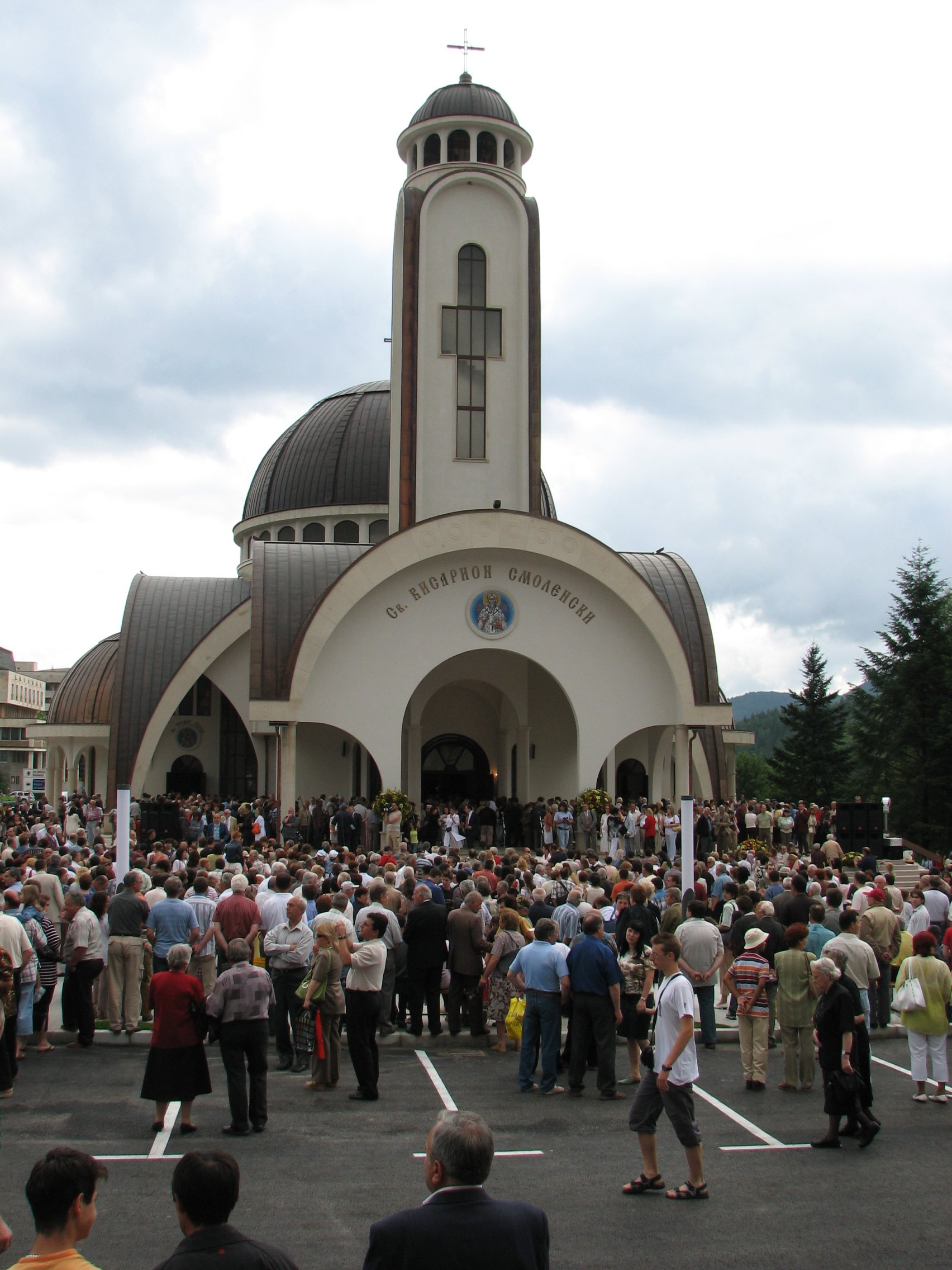
De kerk van Sint Vissarion van Smolyan

In de volkstelling van 1 februari 2011 was het invullen van de 'religieuze overtuiging' optioneel. Van de 121.752 inwoners reageerden er 72.927 inwoners op de volkstelling, terwijl 48.825 personen deze vraag onbeantwoord lieten. Een groot deel van de bevolking van de oblast bestaat uit Pomaken (geïslamiseerde Bulgaren), voornamelijk in de gemeenten Dospat, Borino, Roedozem en Madan. Zij vormen 39,8% van de respondenten in oblast Smoljan. In de volkstelling 2001 was dit percentage nog 42% en in een schatting van 1989, voor de val van het communisme, was nog 71% islamitisch. Na de val van het communisme distantieerden veel Pomaken in de oblast Smoljan (en in de naburige oblast Kardzjali) zich van de islam en zijn sindsdien niet-religieus. Een nog kleiner deel van de Pomaken heeft zich bekeerd tot het christendom. Veel Pomaken hebben hun islamitische en/of Arabische namen veranderd en hebben christelijke en Bulgaarse namen aangenomen. De Pomaken in de oblasten Blagoëvgrad en Pazardzjik zijn daarentegen nog relatief traditioneel en houden zich vast aan hun islamitische gewoonten en gebruiken.
De christelijke Bulgaren, met name aanhangers van de Bulgaars-Orthodoxe Kerk, wonen vooral in de gemeenten Tsjepelare en Smoljan. Zij vormden zo'n 38,8 procent van de respondenten in 2011. Dit is een forse stijging vergeleken met 29,7% in 2001. In 1989, voor de val van het communisme, was zo'n 28,5% christelijk.
De gemeenten Nedelino, Zlatograd en Devin hebben een gemengde bevolking (zowel Pomaken als christelijke Bulgaren). In deze gemeenten (en in de gemeente Banite) heeft een zeer groot deel van de bevolking geen antwoord op welk religie ze aanhangen.
| Religie             | Bulgaars-Orthodoxe Kerk | Islam | Niet-religieus | Anders/Onbekend |
| oblast Smoljan      | 38,8                    | 39,8  | 5,5            | 15,9            |
| ------------------- | ----------------------- | ----- | -------------- | --------------- |
| gemeente Smoljan    | 65,4                    | 18,3  | 4,2            | 12,1            |
| gemeente Devin      | 31,2                    | 32,1  | 8,8            | 27,9            |
| gemeente Madan      | 8,2                     | 78,2  | 2,8            | 10,8            |
| gemeente Zlatograd  | 23,6                    | 25,5  | 14,6           | 36,3            |
| gemeente Roedozem   | 9,2                     | 82,6  | 1,2            | 7,0             |
| gemeente Dospat     | 1,2                     | 89,0  | 1,1            | 8,7             |
| gemeente Tsjepelare | 76,3                    | 11,0  | 3,4            | 9,3             |
| gemeente Nedelino   | 21,8                    | 23,5  | 22,0           | 32,7            |
| gemeente Banite     | 8,4                     | 38,6  | 10,3           | 42,7            |
| gemeente Borino     | 6,9                     | 84,4  | 2,6            | 6,1             |

## Economie
De werkloosheid bedraagt 14,2% van de beroepsbevolking.

## Gemeenten
| - Banite - Borino - Devin - Dospat - Madan |  | - Nedelino - Roedozem - Smoljan - Tsjepelare - Zlatograd |

Blagoevgrad · Boergas · Chaskovo · Dobritsj · Gabrovo · Jambol · Kjoestendil · Kardzjali · Lovetsj · Montana · Pazardzjik · Pernik · Pleven · Plovdiv · Razgrad · Roese · Silistra · Oblast Sofia · Sofia-Hoofdstad · Sjoemen · Sliven · Smoljan · Stara Zagora · Targovisjte · Varna · Veliko Tarnovo · Vidin · Vratsa